# Ateri
|  | No s'ha de confondre amb Aulus Ateri. |

Ateri o Hateri (llatí: Aterius o Haterius) va ser un jurista romà probablement contemporani de Ciceró que va donar lloc a una de les famoses puntualitzacions de l'orador en una carta dirigida a Luci Papiri Pet: Tu istic te Ateriano jure delectato: ego me hie Hirtiano, que significa 'mentre tu gaudeixes amb la llei (ius) d'Ateri, deixa'm a mi amb el menjar amb salsa (ius) del meu amic Hirci'.